# فرانسیس جان دیویس
فرانسیس جان دیویس (انگلیسی: Francis Davies؛ ۳ ژوئیه ۱۸۶۴ – ۱۹۴۸) فرد نظامی اهل بریتانیا بود. وی  همچنین برندهٔ جوایزی همچون نشان حمام و نشان سلطنتی ویکتوریایی شده‌است.